# Ypsomed Holding
Die Ypsomed Holding AG mit Sitz in Burgdorf BE ist ein international tätiges Schweizer Medizintechnik-Unternehmen. Ypsomed beschäftigte 2025 rund 2800 Mitarbeiter und erwirtschaftete bei einem Umsatz von 748,9 Millionen Schweizer Franken einen Reingewinn von rund 87,5 Millionen Schweizer Franken. Die Ypsomed Holding ist an der Schweizer Börse SIX Swiss Exchange kotiert.

## Tätigkeitsgebiet
Ypsomed ist die führende Entwicklerin und Herstellerin von Injektions- und Infusionssystemen für die Selbstmedikation und ausgewiesene Diabetesspezialistin. 2024 feierte sie ihr 40‑jähriges Bestehen. Als Innovations- und Technologieführerin ist sie bevorzugte Partnerin von Pharma- und Biotechunternehmen für Pens, Autoinjektoren und Pumpensysteme zur Verabreichung von flüssigen Medikamenten. Ypsomed präsentiert und vertreibt ihre Produktportfolios unter den Dachmarke mylife Diabetescare direkt an Patienten, Apotheken und Kliniken sowie unter Ypsomed Delivery Systems im Business-to-Business-Geschäft an Pharmafirmen.
Ypsomed hat ihren Hauptsitz in Burgdorf. Das Unternehmen verfügt über ein globales Netzwerk aus Produktionsstandorten, Tochtergesellschaften und Vertriebspartnern. Ypsomed beschäftigt weltweit über 2800 Mitarbeitende.

## Geschichte
Ypsomed entstand 2003 durch die Aufspaltung der von Willy Michel gegründeten Burgdorfer Disetronic-Gruppe. Während der Infusionsbereich an die Roche Holding verkauft wurde, wurde der Injektionsbereich als eigenständiges Unternehmen unter dem Namen Ypsomed weitergeführt und 2004 durch einen IPO an die Börse gebracht. Simon Michel, Sohn des Firmengründers Willy Michel, ist seit 2014 CEO, Gilbert Achermann ist seit 2022 Präsident des Verwaltungsrats. Willy Michel ist Hauptaktionär und seit Mai 2022 Ehrenpräsident.
Ab 2010 bot Ypsomed als erster Anbieter in Europa Insulinpumpen nach dem Patch Pump-Prinzip des amerikanischen Herstellers Insulet an. Die Partnerschaft mit Insulet wurde per 31. Juli 2018 beendet.
Im August 2019 ging in Schwerin ein Werk für die robotergesteuerte Produktion von Insulinpumpen und Pens in Betrieb. 2024 soll eine Erweiterung des Werks mit 60 neuen Arbeitsplätzen in Betrieb gehen und 100 Millionen Auto-Injektoren pro Jahr herstellen können.
Im Mai 2020 schloss Ypsomed einen Partnerschaftsvertrag mit der US-Firma Dexcom. Die Zusammenarbeit ermöglicht den Betrieb der Inslinpumpe mylife von Ypsomed mit dem CGM-System (Kontinuierlich messender Glucosesensor) G6 von Dexcom in einem Closed Loop Betrieb.
Im November 2022 meldete Ypsomed, dass die geplante Kooperation auf dem US-Markt mit dem US-Unternehmen Eli Lilly nicht zustande kam. Damit ist der Zugang zum weltweit grössten Insulinmarkt für Ypsomed vorerst nicht möglich. Ausserdem bleibt die Ypsopump in den USA durch die Food and Drug Administration (FDA) nicht zugelassen.
Ab Dezember 2023 kam es für Ypsomed zu Lieferschwierigkeiten für die Ypsopump Orbit Soft Infusionset aus Mexiko. Die Annahme von Neukunden für dieses Infusionset wurde vorübergehend eingestellt. Nur noch Bestandskunden werden beliefert.